# Wilfried Dietrich
Wilfried Dietrich (ur. 14 października 1933 w Schifferstadt; zm. 3 czerwca 1992 w Durbanville) – niemiecki zapaśnik w stylu wolnym i klasycznym, reprezentant RFN, pięciokrotny medalista olimpijski, mistrz świata, mistrz Europy.
Pięciokrotnie występował w igrzyskach olimpijskich, zdobywając pięć medali. Największy sukces zanotował w 1960 roku, w Rzymie zdobywając złoty medal w stylu wolnym i srebrny w stylu klasycznym, oba w kategorii wagowej powyżej 87 kg. Ponadto srebrny medalista w 1956 roku i dwukrotny brązowy medalista olimpijski w 1964 i 1968 roku. W 1961 roku w Jokohamie zdobył tytuł mistrza świata w stylu wolnym w kategorii wagowej powyżej 87 kg. Medale mistrzostw świata zdobył jeszcze czterokrotnie, dwukrotnie srebro (1957 i 1969) i dwukrotnie brąz w 1962 roku w Toledo. Mistrz Europy w 1967 roku w Stambule.
Miał 184 cm wzrostu i ważył 118 kg. Był trzydziestokrotnym mistrzem RFN w latach 1955-1974. W jego rodzinnym Schifferstadt istnieje hala sportowa imienia Wilfrieda Dietricha.